# Paulo Frontin
Paulo Frontin est une ville brésilienne de l'État du Paraná.

## Maires
| Période | Période | Identité                | Étiquette | Qualité |
| ------- | ------- | ----------------------- | --------- | ------- |
| 2009    | 2012    | Ireneu Inácio Zacharias | PPS       |         |